# Leonische Waren

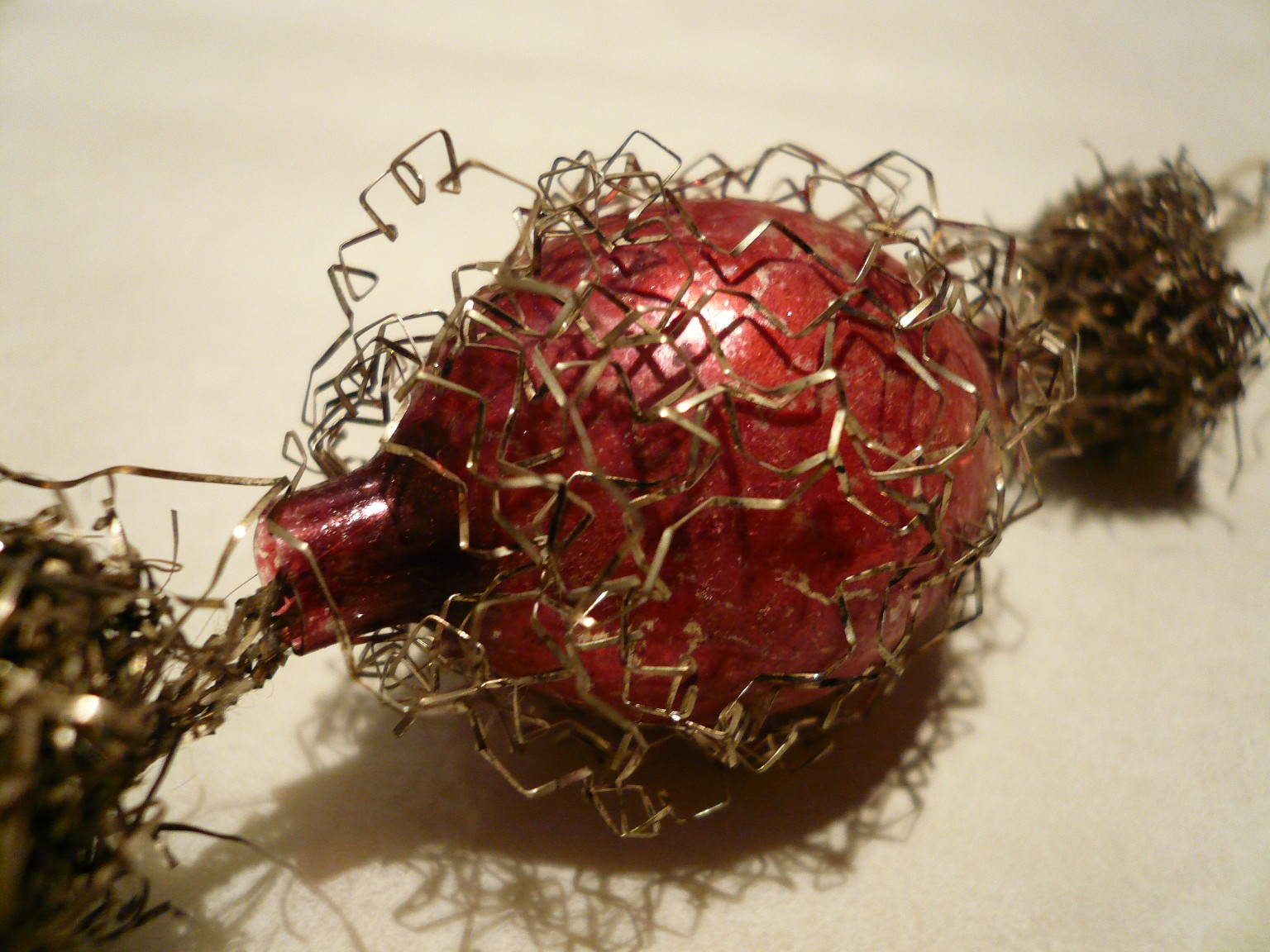
Palla per festoni natalizi con filo avvolto leonico (ca. 1920)

Leonische Waren in lingua tedesca (in italiano cose leoniche) erano originariamente oggetti avvolti da filo che riproducevano i ricami tessili originari della Spagna.

## Descrizione
Il nome leonische Waren deriva dalla città spagnola León, dove vennero creati per la prima volta, e Lione in Francia. A Norimberga attorno al 1569-70 visse un francese di nome Anthoni Fournier che fondò la prima fabbrica di tali oggetti. Tale attività divenne nei secoli la attuale Leoni AG, che ne mantiene ancora il nome.

## Utilizzo

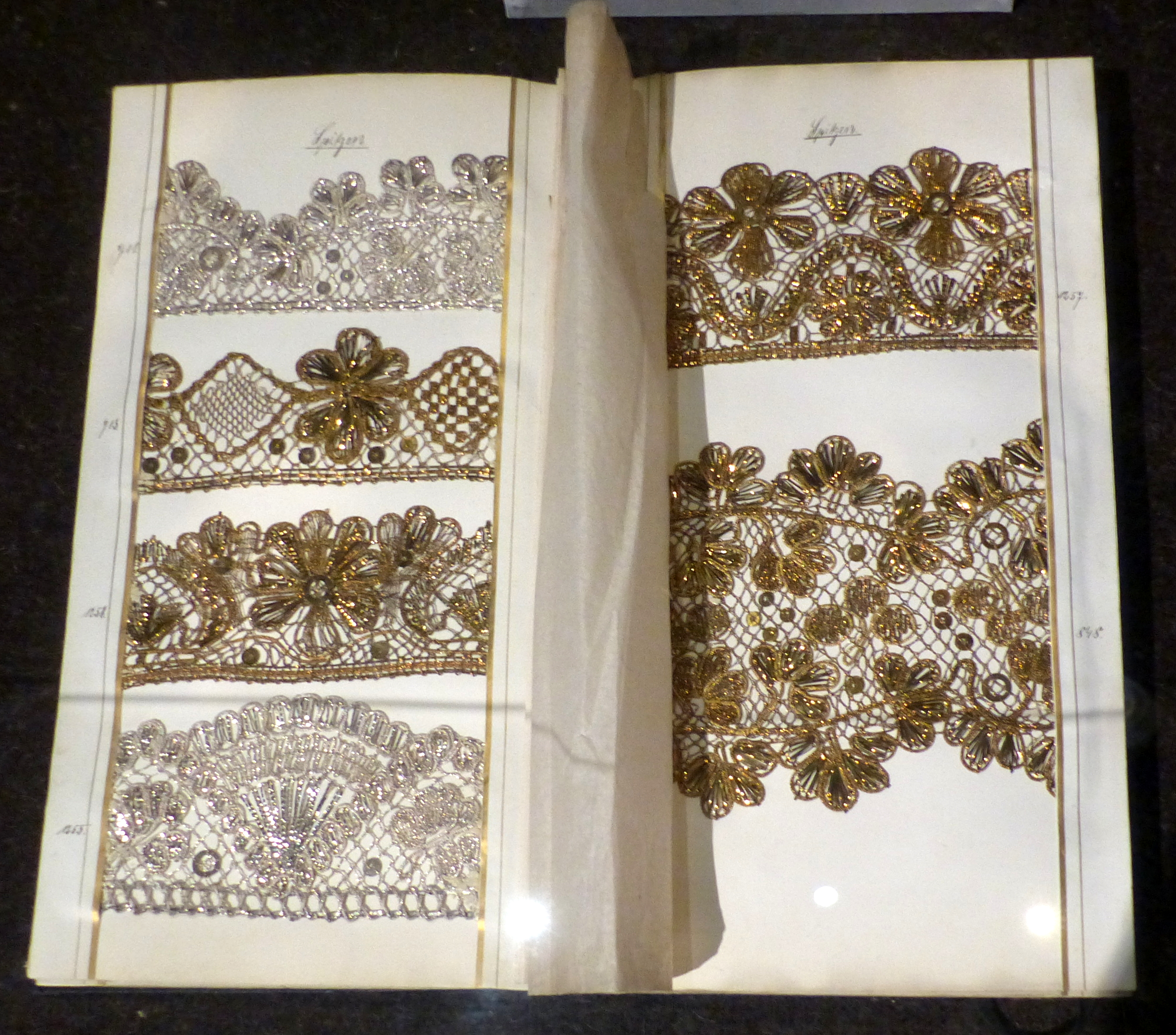
Manuale per ricami leonici, Stadtmuseum Schwabach

I ricami più comuni sono per sottopiatti da te o caffè. Anche decorazioni argentate o dorate sono commercializzate. Il ricamo può essere fatto con fili dorati, anche avvolti in foglia d'oro, noti come leonisches Gold, o con semplice filato metallico. Filati leonici fino agli anni '20 vennero usati come addobbi natalizi. Altro utilizzo noto è la decorazione per passamaneria.

## Video
- Leonische Ware di Roth[1].
- Stadt auf Draht - Das Fabrikmuseum Roth (Museen in Bayern Nummer 45)[2].